# اندیس مرمریت ۲۹۴۴
مرمریت ۲۹۴۴ یک اندیس مصالح ساختمانی است که در حوالی شهر اقلید استان فارس قرار دارد و مادهٔ معدنی موجود در آن، مرمریت است. سنگ میزبان این اندیس سنگ آهک است و دیرینگی آن به دوران پالئوسن می‌رسد.